# Carlos Mozer
Mozer, właśc. José Carlos Nepomuceno Mozer (ur. 19 września 1960 roku w Rio de Janeiro) – brazylijski piłkarz grający na pozycji środkowego obrońcy. 32 razy wystąpił w reprezentacji Brazylii, m.in. na MŚ 1990. Był zawodnikiem takich klubów jak: Clube de Regatas do Flamengo, SL Benfica, Olympique Marsylia, ponownie Benfica i Kashima Antlers.

## Sukcesy
- mistrzostwo stanu Rio de Janeiro 1981, 1986
- Copa Libertadores 1981
- Puchar Interkontynentalny 1981
- mistrzostwo Brazylii 1982, 1983
- mistrzostwo Portugalii 1989, 1994
- mistrzostwo Francji 1990, 1991, 1992
- Puchar Portugalii 1996
- J-League 1996